# Municipio de Chickasaw
El municipio de Chickasaw (en inglés: Chickasaw Township) es un municipio ubicado en el condado de Chickasaw en el estado estadounidense de Iowa. En el año 2010 tenía una población de 811 habitantes y una densidad poblacional de 8,53 personas por km².

## Geografía
El municipio de Chickasaw se encuentra ubicado en las coordenadas 43°2′13″N 92°29′15″O / 43.03694, -92.48750. Según la Oficina del Censo de los Estados Unidos, el municipio tiene una superficie total de 95.06 km², de la cual 94,66 km² corresponden a tierra firme y (0,43 %) 0,4 km² es agua.

## Demografía
Según el censo de 2010, había 811 personas residiendo en el municipio de Chickasaw. La densidad de población era de 8,53 hab./km². De los 811 habitantes, el municipio de Chickasaw estaba compuesto por el 98,77 % blancos, el 0,49 % eran afroamericanos, el 0,12 % eran asiáticos, el 0,12 % eran de otras razas y el 0,49 % eran de una mezcla de razas. Del total de la población el 0,37 % eran hispanos o latinos de cualquier raza.